# دمیتری ووسکوبوینیکوف
دمیتری ووسکوبوینیکوف (روسی: Дмитрий Вячеславович Воскобойников؛ ۶ مارس ۱۹۴۱ – ۲ دسامبر ۲۰۰۱) بازیکن والیبال اهل اتحاد جماهیر شوروی سوسیالیستی بود.